# 辺川忠直
辺川 忠直（へがわ ただなお）は、戦国時代の武将。島津氏の家臣。帖佐城主。

## 略歴
辺川氏は島津氏の分流川上氏の庶流。明応4年（1495年）に帖佐地頭となり、辺川村を領した事から辺川氏を名乗った。
川上氏3代当主・川上家久の三男・忠村の子である川上忠貴の子として誕生。
大永6年（1526年）12月、守護職を簒奪しようと企てる薩州家5代当主・島津実久に与して、島津宗家に叛いた。宗家14代当主・島津勝久はこれに対し、自らの養嗣子である貴久の実父・伊作忠良（島津忠良）へ忠直の討伐を命じる。忠直は島津実久から支援として遣わされた島津安久とともに帖佐城の本城と新城にて籠城するも悉く城を落とされ、男女500余名ともども討ち死にした。
子孫は川上七郎左衛門という者もある事から川上氏に復姓した模様。